# Політичні партії Австралії
Австралія має м'яку двопартійну політичну систему, при якій переважне значення в політичному житті країни мають дві основні політичні партії (або партійні коаліції), а іншим партіям і незалежним кандидатам вкрай складно одержати місця в парламенті. Тим не менше, використання системи преференційного голосування (при якій виборець проставляє в виборчому списку цифри навпроти прізвищ кандидатів, відповідні порядку, в якому він за них голосує) робить потрапляння в парламент для партій, що не входять в так звану дуополію, трішки більш простим завданням, ніж в інших англомовних країнах, включаючи США.
Виборча система пропорційного представництва дозволяє цим партіям завойовувати місця в Сенаті і в верхніх палатах законодавчих зборів штатів і територій, але не в національній Палаті представників.
Для того щоб зареєструватися як політична партія заявники повинні розробити хартію з викладом основ ідеології партії, а також мати в своєму складі принаймні одного члена парламенту або 500 виборців. Партія може бути позбавлена реєстрації, якщо вона не відповідає цим вимогам.

## Федеральні парламентські партії
| Партія   | Партія   | Партія                                                                    | Ідеологія                                           | Позиція       | Лідер                              | Афіліат  | Палата представників | Палата представників | Сенат   | Сенат |
| Партія   | Партія   | Партія                                                                    | Ідеологія                                           | Позиція       | Лідер                              | Афіліат  | Місця                | %                    | Місця   | %     |
| Коаліція | Коаліція | Коаліція                                                                  | Коаліція                                            | Коаліція      | Коаліція                           | Коаліція | 76 / 150             | 51                   | 31 / 76 | 41    |
| -------- | -------- | ------------------------------------------------------------------------- | --------------------------------------------------- | ------------- | ---------------------------------- | -------- | -------------------- | -------------------- | ------- | ----- |
|          | Lib.     | Ліберальна партія Liberal Party of Australia                              | Ліберальний консерватизм, економічний лібералізм    | Правоцентризм | Скотт Моррісон Scott Morrison      |          | 45 / 150             | 30                   | 22 / 76 | 29    |
|          | Nat.     | Національна партія National Party of Australia                            | Консерватизм, аграріанізм                           | Правоцентризм | Майкл Маккормак Michael McCormack  |          | 10 / 150             | 7                    | 3 / 76  | 4     |
|          | LNP      | Ліберал-національна партія Квінсленду Liberal National Party (Queensland) | Ліберальний консерватизм                            |               | Деб Фреклінгтон Deb Frecklington   |          | 21 / 150             | 14                   | 5 / 76  | 7     |
|          | CLP      | Аграрна ліберальна партія Country Liberal Party (Northern Territory)      | Ліберальний консерватизм                            |               | Гарі Хіггінс Gary Higgins          |          | 0 / 150              | 0                    | 1 / 76  | 1     |
|          |          |                                                                           |                                                     |               |                                    |          |                      |                      |         |       |
|          | ALP      | Лейбористська партія Australian Labor Party                               | Соціал-демократія                                   |               | Білл Шортен Bill Shorten           |          | 69 / 150             | 46                   | 26 / 76 | 34    |
|          | Greens   | Партія зелених Australian Greens                                          | Зелена політика                                     | Лівоцентризм  | Річард Ді Наталі Richard Di Natale |          | 1 / 150              | 0,5                  | 9 / 76  | 12    |
|          | CA       | Центральний альянс Centre Alliance                                        | Соціал-лібералізм                                   | Центризм      | —                                  |          | 1 / 150              | 0,5                  | 2 / 76  | 3     |
|          | KAP      | Австралійська партія Каттера Katter's Australian Party                    | Націоналізм, економічний націоналізм                |               | Боб Каттер Bob Katter              |          | 1 / 150              | 0,5                  | 0 / 76  | 0     |
|          | PHON     | Єдина нація Паулін Генсон Pauline Hanson's One Nation                     | Націоналізм, правоцентристський популізм            |               | Паулін Генсон Pauline Hanson       |          | 0 / 150              | 0                    | 2 / 76  | 3     |
|          | DHJP     | Правнича партія Деррин Гінч Derryn Hinch's Justice Party                  | Правова реформа, анті-педофілія                     |               | Деррін Гінч Derryn Hinch           |          | 0 / 150              | 0                    | 1 / 76  | 1,5   |
|          | LD       | Ліберал-демократична партія Liberal Democratic Party                      | Лібертаріанство, лібералізм                         |               | Девід Лійонгхєлм David Leyonhjelm  |          | 0 / 150              | 0                    | 1 / 76  | 0,5   |
|          | Con.     | Австралійські консерватори Australian Conservatives                       | Консерватизм, соціал-консерватизм                   |               | Корі Бернарді Cory Bernardi        |          | 0 / 150              | 0                    | 1 / 76  | 1     |
|          | UAP      | Об'єднана партія Палмера United Australia Party                           | Правоцентристський популізм, економічний лібералізм |               | Клайв Палмер Clive Palmer          |          | 0 / 150              | 0                    | 1 / 76  | 1     |

В австралійському політичному житті домінують три політичні партії, дві з яких складають правоцентристську ліберально-національну коаліцію. Ліберально-національна коаліція перебувала при владі з 1996 по 2007 роки, однак на парламентських виборах 2007 року перемогу здобули лейбористи, повторивши свій успіх 2010 року.
- Ліберальна партія (англ. Liberal Party of Australia; Lib) — ліберально-консервативна партія правого центру, що представляє інтереси ділових кіл, середнього класу і деяких груп сільського населення.
- Національна партія (англ. National Party of Australia; Nat.); колишня аграрна (англ. Country Party) — правоцентристська сільсько-консервативна партія, що представляє інтереси сільського населення і взагалі жителів сировинних районів.
- Ліберальна національна партія Квінсленду (англ. Liberal National Party of Queensland;; LNP) — молодший партнер ліберально-національної коаліції, що представляє її в Квінсленді. Виникла 2008 року і стала впливовою силою не тільки в штаті (після перемоги на виборах в Законодавчі збори штату 2012 року сформувала уряд штату), але і в федеральному парламенті. Лідер — Джефф Сіні (англ. Jeff Seeney).
- Лейбористська партія (англ. Australian Labor Party; ALP) — соціал-демократична партія, тісно пов'язана з профспілками. Лідер — Джулія Джиллард (англ. Julia Gillard).

На виборах 2013 коаліція лібералів, Національної партії, Ліберальної національної партії Квінсленда і Аграрної ліберальної партії здобула перемогу і сформувала уряд на чолі з лідером Ліберальної партії Тоні Ебботтом.
Серед дрібних партій в першу чергу можна відзначити такі, як:
- Аграрна ліберальна партія (англ. Country Liberal Party) — молодший партнер ліберально-національної коаліції, що представляє її в Північній Території. Лідер — Террі Міллс (англ. Terry Mills).
- «Австралійські зелені» (англ. Australian Greens; GRN) — ліва екологічна партія. Лідер — Боб Браун (англ. Bob Brown).
- Австралійська партія Каттера (англ. Katter's Australian Party; KAP) — соціально-консервативна право-популістська. Лідер — Боб Каттер (англ. Bob Katter).
- Демократична лейбористська партія (англ. Democratic Labor Party; DLP) — лівоцентристська в економічних питаннях, консервативна в соціальних, виступає проти неолібералізму. Лідер — сенатор Джон Медіган (англ. John Madigan).
- «Сім'я перш за все» (англ. Family First Party) — партія, що проповідує консервативні християнські цінності. Лідер — сенатор Стів Філдінг (англ. Steve Fielding).
- Християнсько-демократична партія (англ. Christian Democratic Party) — християнсько-демократична партія, яка займає націонал і соціал-консервативні позиції. Займає 2 місця в законодавчих зборах Нового Південного Уельсу. Лідер — преподобний Фред Ніл (англ. Fred Nile).
- Партія стрільців і рибалок (англ. Shooters and Fishers Party) — створена для захисту прав громадян на володіння і носіння зброї. Займає 2 місця в законодавчих зборах Нового Південного Уельсу. Лідер — Роберт Браун (англ. Robert Brown).
- «Гідність для інвалідів» (англ. Dignity for Disability) — виступає на захист інвалідів та їх гідності. Займає 1 місце в законодавчих зборах Південної Австралії. Лідер — Пол Кольєр (англ. Paul Collier).
- «Австралійські демократи» (англ. Australian Democrats) — соціально-ліберальна центристська партія середнього класу. На виборах в 2010 році втратила представництво в парламенті. Лідер — Даррен Черчилль (англ. Darren Churchill).

Штаб-квартири парламентських партій
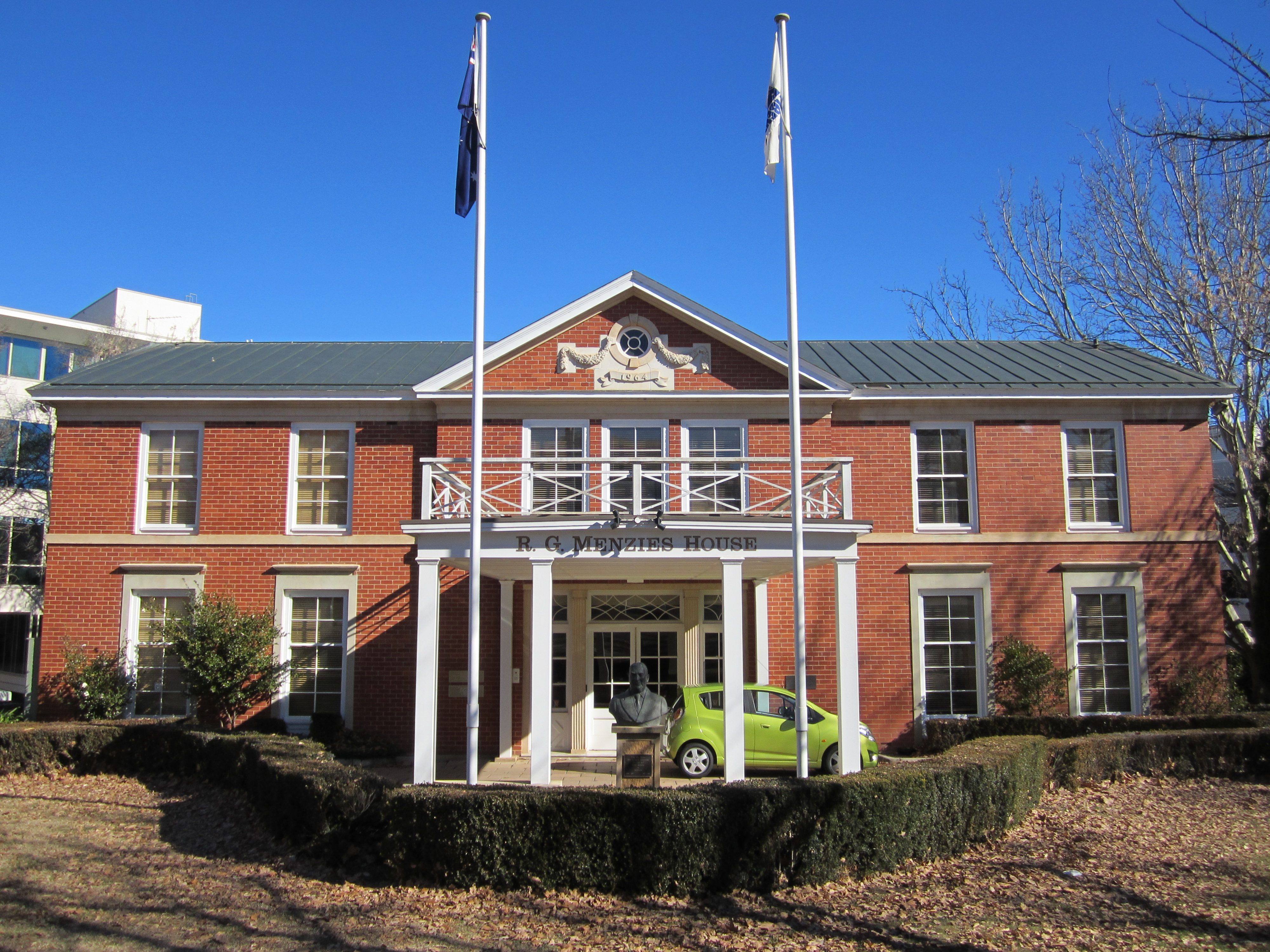
Ліберальної
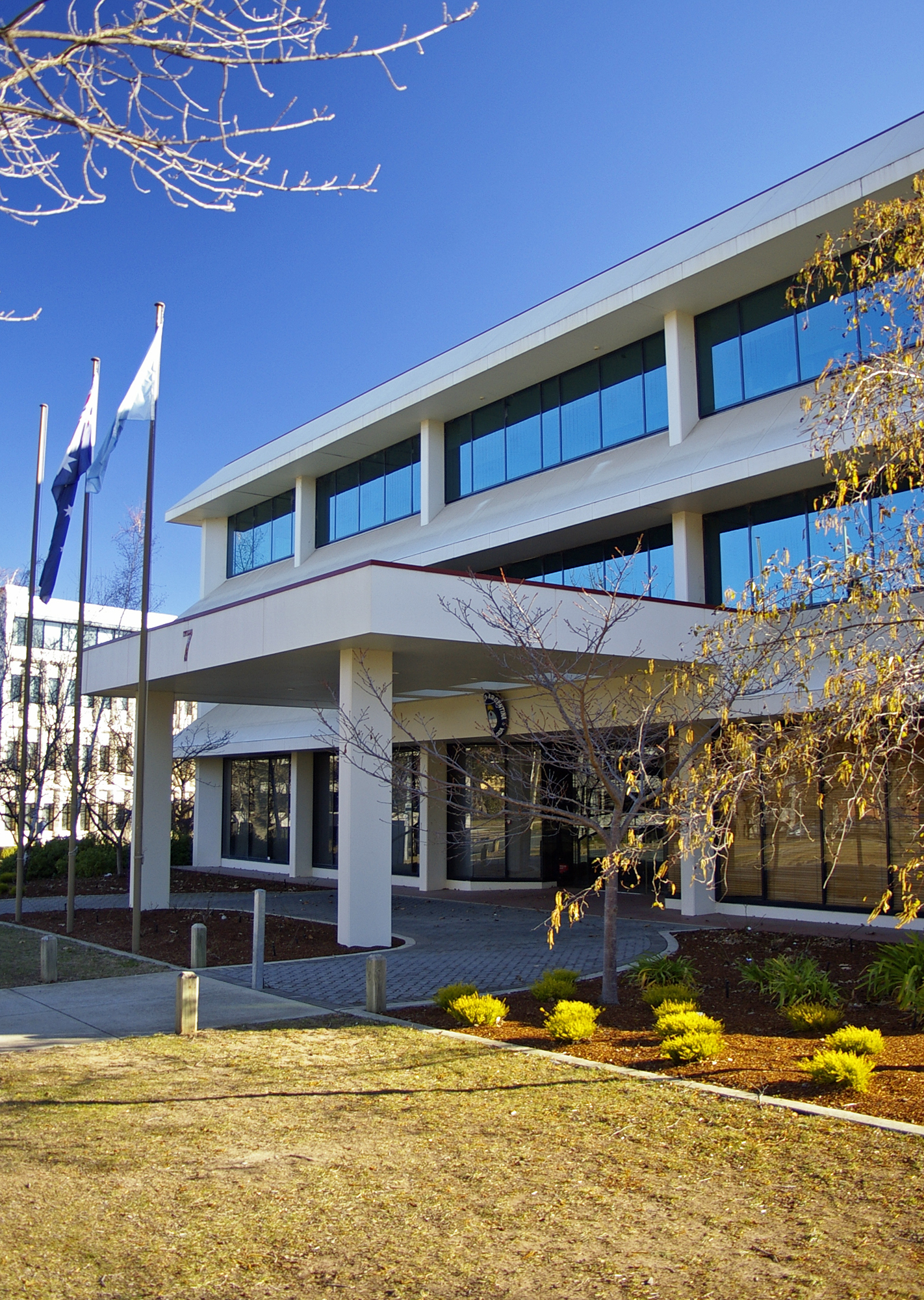
Національної

## Малі партії, зареєстровані на федеральному рівні
- Партія справедливості до тварин (англ. Animal Justice Party) — захист прав тварин
- Австралійські християни (англ. Australian Christians)
- Партія риболовлі і австралійського способу життя (англ. Australian Fishing and Lifestyle Party) — виступає проти будь-яких заборон на аматорське рибальство
- Австралійська протекціоністська партія (англ. Australian Protectionist Party) — крайня права партія, протекціонізм, націоналізм, соціальний консерватизм
- Австралійська партія сексу (англ. Australian Sex Party) — Лібертаріанська, проти цензури в Інтернеті, за легалізацію абортів, права ЛГБТ, добровільну евтаназію. Представлена в парламенті Вікторії.
- Будівельна партія Австралії (англ. Building Australia Party) — виступає в підтримку будівельної індустрії і за доступне житло.
- Альянс вихователів (англ. Carers Alliance) — на підтримку опікунів і людей з обмеженими можливостями.
- Цивільний виборча рада Австралії (англ. Citizens Electoral Council of Australia) — націоналістична партія пов'язана з міжнародним рухом Ларуша.
- Сільський альянс (англ. Country Alliance) — зелена партія виступає за поліпшення навколишнього середовища.
- «Марихуана допоможе покласти край заборонам» («Партія конопель») (англ. Help End Marijuana Prohibition Party — HEMP Party) — виступає за легалізацію канабіса.
- Ліберально-демократична партія (англ. Liberal Democratic Party) — лібертаріанство і класичний лібералізм
- «Ні карбоновому податку: кліматичні скептики» (англ. No Carbon Tax Climate Sceptics) — центристська партія людей, хто сумнівається в глобальному потеплінні.
- Партія за рівне виховання (англ. Non-Custodial Parents Party (Equal Parenting)) — за зменшення державного регулювання повсякденного життя сім'ї.
- «Єдина нація» (англ. One Nation) — крайня права націоналістична
- «Повстань, Австралія» (англ. Rise Up Australia Party)
- Світська партія Австралії (англ. Secular Party of Australia) — підтримує світські гуманістичні етичні принципи, виступає за поділ церкви і держави, права людини і соціальну справедливість.
- Сенатор онлайн (англ. Senator Online (Internet Voting Bills / Issues)) — виступає за пряму електронну демократію.
- Соціалістичний альянс (англ. Socialist Alliance) — вкрай ліва, антікапіталістічеськая (марксистська і революційно-соціалістична), на захист навколишнього середовища.
- Соціалістична партія рівності (англ. Socialist Equality Party) — троцькістська, входить в Міжнародний комітет Четвертого інтернаціоналу.
- Партія за стабільне населення Австралії (англ. Stable Population Party of Australia) — виступає проти зростання чисельності населення, за стабільне населення
- Комуністи (англ. The Communists, заснована як Комуністичний союз) — союз ряду комуністичних груп, окремих осіб і компартій (включаючи КПА).
- Політична партія перших народів (англ. The First Nations Political Party) — лівоцентристська партія на захист корінних австралійців.

## Партії, зареєстровані на рівні штатів

### Австралійська столична територія
- Австралійська партія автомобілістів (Australian Motorist Party) — представляє інтереси учасників дорожнього руху, як автомобілістів, так і пішоходів.
- Спільнота альянсу (Community Alliance Party)
- Партія незалежних Пангалло (Pangallo Independents Party) — створена журналістом Френком Пангалло, відомим розслідуваннями діяльності мафії.

### Квінсленд
- «Літній час для Південно-Східного Квінсленда» (Daylight Saving for South East Queensland; DS4SEQ) — виступає за введення в Південно-Східному Квінсленді літнього часу.

### Південна Австралія
- Єдиний земельний податок — Податкова партія (Fair Land Tax — Tax Party) — виступає за встановлення більш сприятливих ставок земельного податку.
- «Свобода-Права людини-Довкілля-Навчання» (FREE (Freedom Rights Environment Educate Australia Party) Australia Party) — виступає в захист цивільних свобод.
- «Геймери для Кройдона» (Gamers 4 Croydon) — проти введення R18 + класифікації для відео-ігор в Австралії і обов'язкової фільтрації інтернету, займає прогресистські позиції. Була створена для того, щоб не допустити переобрання Генпрокурора Майкла Аткінсона в парламент штату від округу Кройдон (Аделаїда).
- «Зберегти RAH» (Save the RAH) — була створена з метою не допустити перенесення на нове місце Королівської лікарні Аделаїди (RAH), головної лікарні міста.
- Реформістська партія Сторма Саммерса (Stormy Summers Reform Party) — партію заснував президент Асоціації сексуальних реформ (SRA) для сприяння легалізації проституції.
- Об'єднана партія (United Party)

### Новий Південний Уельс
- «Ні паркувальним лічильників» (No Parking Meters Party) — була створена для скасування плати за парковку, яку розглядала як «додатковий податок на сімейний автомобіль».
- «Відкритий відпочинок» (Outdoor Recreation Party) — виступає в захист полювання, риболовлі, туризму та активних видів спорту.

Партія відновлення прав робітників (Restore the Workers 'Rights Party) — лівоцентристська партія на захист прав робітників і профспілок.
- «Збережіть нашу державу» (Save Our State; SOS) — первинна назва «Врятуйте наші передмістя». Була створена городянами незадоволеними міським плануванням.
- Партія риболовлі (The Fishing Party; TFP) — виступає в захист аматорського рибальства.
- Партія єдності (Unity Party) — виступає за мультикультуралізм і проти расизму, проти антиімміграційного політики, представляє інтереси східно-азійських етнічних громад.

## Інші політичні партії
- Комуністична партія Австралії (сучасна)
- Соціалістична альтернатива (Socialist Alternative) — вкрай ліва антікапіталістична, заснована на ідеях троцькізму і «соціалізму знизу».

## Колишні партії
- Комуністична партія Австралії (1920—1991)
- Australia Party[en]
- Australian Party
- Centre-Line Party
- City Country Alliance[en]
- Commonwealth Liberal Party[en]
- Democratic Labor Party[en]
- Free Trade Party[en]
- Lang Labour Party[en] (Non-Communist Labor Party[en])
- Liberal and Country League[en]
- Liberal Movement[en]
- Natural Law Party[en]
- New LM[en]
- Nationalist Party of Australia
- Protectionist Party[en]
- SA First[en]
- United Australia Party

## Інші партії в Інтернеті
- Direktoriojn: Австралії політика / Jahu Австралія і Нова Зеландія [Архівовано 4 травня 2012 у Wayback Machine.]
- ABC — австралійці за кращу спільноту
- Партія
- Просування австралійської партії
- Альянс за свободу працівників
- Австралійський сімейний союз
- австралійських Чоловіча партія
- Австралійський прогресивний союз
- Австралійська реформаторська партія [Архівовано 27 лютого 2019 у Wayback Machine.]
- австралійська-демократична партія Соціально
- Австралійська жіноча партія
- Citizen Electoral Board [Архівовано 15 січня 2019 у Wayback Machine.]
- Комуністична партія Австралії [Архівовано 16 квітня 2021 у Wayback Machine.]
- Комуністична партія Австралії (марксистсько-ленінська)
- Демократична футбольна партія [Архівовано 27 жовтня 2005 у Wayback Machine.]
- Рыбалка [Архівовано 10 лютого 2007 у Wayback Machine.]
- вільна торгова партія [Архівовано 31 грудня 2018 у Wayback Machine.]
- Очікувана сторона
- Міжнародна соціологічна організація [Архівовано 21 листопада 2018 у Wayback Machine.]
- Libertarian Party
- Батьківська партія Неінфанхавадж [Архівовано 22 січня 2019 у Wayback Machine.]
- Прогресивна робоча група [Архівовано 1 лютого 2019 у Wayback Machine.]
- Республіканська партія Австралії [Архівовано 12 квітня 2003 у Wayback Machine.]
- Науково-технічна та дослідницька партія
- Соціалістичний альянс [Архівовано 27 січня 2019 у Wayback Machine.]
- Соціалістична демократія [Архівовано 14 грудня 2018 у Wayback Machine.]
- Соціалістична партія [Архівовано 30 жовтня 2009 у Wayback Machine.]
- Одиночна партія